# Mastigosporella nyssae
Mastigosporella nyssae är en svampart som beskrevs av Nag Raj & DiCosmo 1981. Mastigosporella nyssae ingår i släktet Mastigosporella, ordningen Diaporthales, klassen Sordariomycetes, divisionen sporsäcksvampar och riket svampar.   Inga underarter finns listade i Catalogue of Life.